# Thomas R. Whitney
Thomas Richard Whitney (* 2. Mai 1807 in New York City; † 12. April 1858 ebenda) war ein US-amerikanischer Politiker. Zwischen 1855 und 1857 vertrat er den Bundesstaat New York im US-Repräsentantenhaus.

## Werdegang
Thomas Richard Whitney wurde ungefähr fünf Jahre vor dem Ausbruch des Britisch-Amerikanischen Krieges in New York City geboren und wuchs dort auf. In der folgenden Zeit verfolgte er klassische Altertumswissenschaften und beschäftigte sich mit Zeitungsarbeit. In den Jahren 1854 und 1855 saß er in der New York State Assembly. Politisch gehörte er der American Party an. Bei den Kongresswahlen des Jahres 1854 wurde er im fünften Wahlbezirk von New York in das US-Repräsentantenhaus in Washington, D.C. gewählt, wo er am 4. März 1855 die Nachfolge von William Tweed antrat. Whitney schied nach dem 3. März 1857 aus dem Kongress aus. Er starb am 12. April 1858 in New York City und wurde auf dem Green-Wood Cemetery der damals noch eigenständigen Stadt Brooklyn beigesetzt. Ungefähr drei Jahre später brach der Bürgerkrieg aus.